# Антоновское (Днепропетровская область)
Антоновское (укр. Антонівське) — село,
Богдановский сельский совет,
Межевский район,
Днепропетровская область,
Украина.
Код КОАТУУ — 1222681102. Население по переписи 2001 года составляло 355 человек.

## Географическое положение
Село Антоновское находится на расстоянии в 0,5 км от села Александровка,
в 2-х км от села Весёлое и
в 3-х км от пгт Межевая.
Рядом проходят автомобильная дорога Т-0406 и
железная дорога, станция Межевая в 4-х км.